# 柯云峰
柯云峰（1967年—），广东茂名人，汉族，中华人民共和国政治人物、第十二届全国人民代表大会广东地区代表。
毕业于中欧国际管理学院工商管理专业。加入中国共产党。2013年，担任全国人大代表。2018年2月24日，当选为第十三届全国人大代表。